# تخلیه روستاهای کردنشین توسط ترکیه

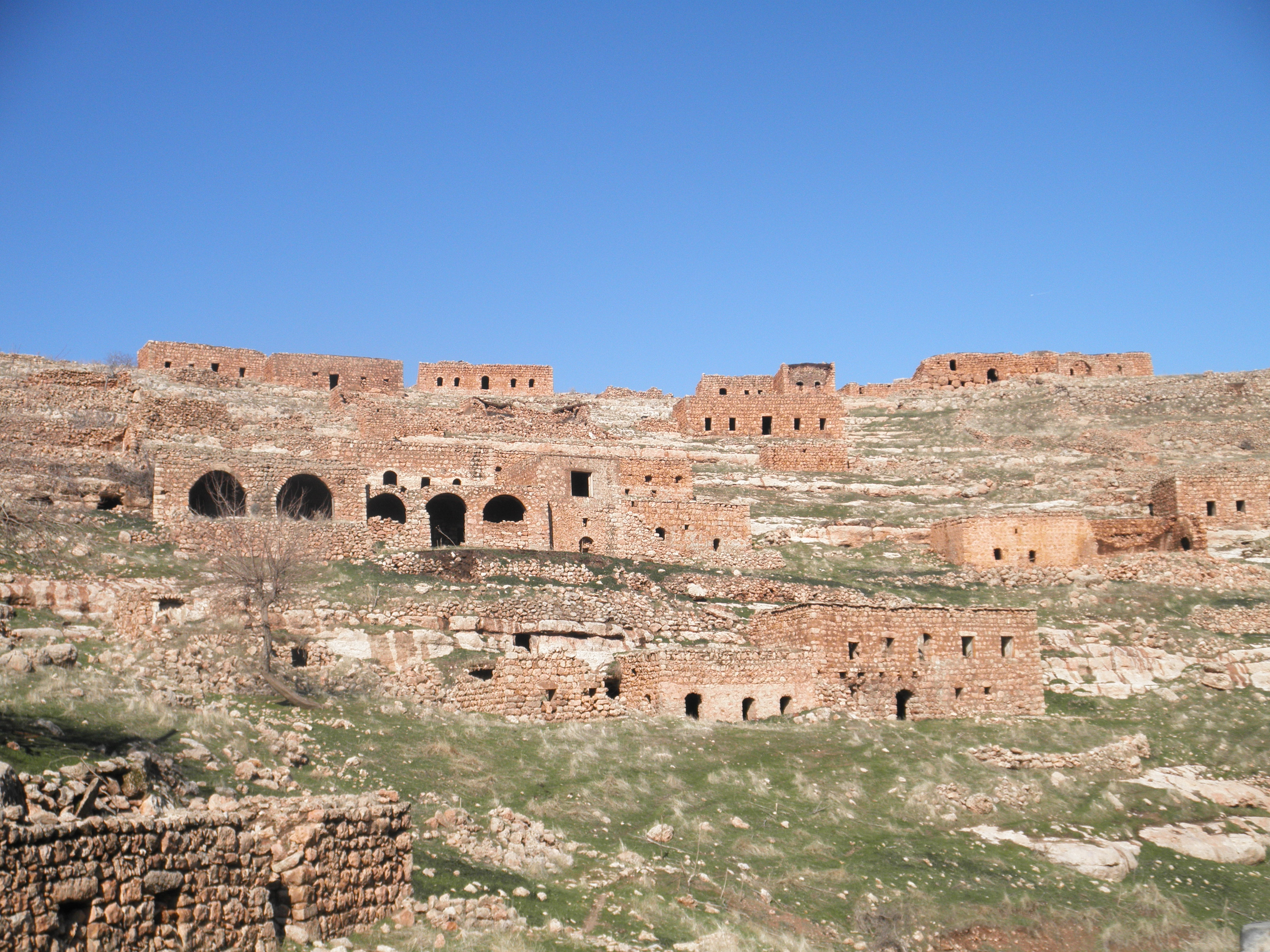
یک روستای تخلیه شده کردنشین در دارگچیت

شمار روستاهای کردنشینی که توسط ترکیه تخلیه شد به حدود ۳۰۰۰ روستا می‌رسد.از سال ۱۹۸۴ دولت ترکیه کمپینی را برای مبارزه با حزب کارگران کردستان آغاز کرد و در طی آن ۳۰ هزار نفر کشته و ۲ میلیون کرد از مناطق خویش رانده و در حومه شهرها ساکن شدند.

## پیش زمینه
بخش عمده‌ای از مناطق پیرامونی شهرهای جنوب شرق ترکیه توسط دولت آن کشور از جمعیت خالی شد و کردها به مناطق قابل کنترل‌تر داخلی مانند دیاربکر، وان و شرناق و شهرهای غربی و حتی اروپای غربی جابه‌جا شدند.بهانه این تخلیه جمعیتی عدم توانایی کنترل جنایات پ.ک.ک در برابر طوایف کرد و فقر جنوب شرق ترکیه و عملیات نظامی ارتش این کشور در آن منطقه بود.دیده بان حقوق بشر بسیاری از موارد که در آن ارتش ترکیه به زور روستاها را تخلیه و خانه‌ها را از بین برده و تجهیزاتی را برای جلوگیری از بازگشت ساکنان ایجاد کرده را مستند کرده است.برآورد می‌شود که ۳۰۰۰ روستای کردنشین عملاً از روی نقشه پاک شده است و ۳۷۸۰۰۰ تن جابجا شده‌اند.